# Ilhas Marshall nos Jogos Olímpicos de Verão de 2020
As Ilhas Marshall deverão competir nos Jogos Olímpicos de Verão de 2020 em Tóquio. Originalmente programados para ocorrerem de 24 de julho a 9 de agosto de 2020, os Jogos foram adiados para 23 de julho a 8 de agosto de 2021, por causa da pandemia COVID-19. Será a quarta participação da nação nos Jogos.

## Competidores
Abaixo está a lista do número de competidores nos Jogos.
| Esporte | Masculino | Feminino | Total |
| ------- | --------- | -------- | ----- |
| Natação | 1         | 1        | 2     |
| Total   | 1         | 1        | 2     |

## Natação
As Ilhas Marshall receberam um convite de Universalidade da FINA para enviar os dois nadadores melhor ranqueados (um por gênero) em seus respectivos eventos individuais para as Olimpíadas, baseado no Sistema de Pontos da FINA de 28 de junho de 2021.
| Atleta           | Evento               | Eliminatórias | Eliminatórias | Semifinal | Semifinal | Final | Final   |
| Atleta           | Evento               | Tempo         | Posição       | Tempo     | Posição   | Tempo | Posição |
| ---------------- | -------------------- | ------------- | ------------- | --------- | --------- | ----- | ------- |
| Phillip Kinono   | 50 m livre masculino |               |               |           |           |       |         |
| Colleen Furgeson | 50 m livre feminino  |               |               |           |           |       |         |